# Alvis Saladin
Az FV601 Saladin Brit Szárazföldi Erők hatkerekű páncélozott járműve. A második világháborúban használt Associated Equipment Company páncélozott harckocsiait váltották le vele, gyártója az Alvis.

## Leírás
A Saladin volt az Alvis FV600-as szériájának páncélozott kocsija, a konstrukció hasonló az Alvis Saracen páncélozott szállító járműjéhez és a Stalwart gyors teherszállító járműjéhez.

## Alkalmazók
- Portugália
- Kuvait
- Omán
- Egyesült Királyság
- Indonézia
- Jordánia
- Német Szövetségi Rendőrség
- Jemen
- Libanon
- Maldív-szigetek
- Srí Lanka

## Kapcsolódó oldalak
- Globalsecurity.org
- Warwheels.net